# Klein marmerwitje
Het klein marmerwitje (Euchloe tagis) is een dagvlinder uit de familie Pieridae, de witjes. De wetenschappelijke naam verwijst naar de rivier de Taag, de typelocatie.
De soort komt voor in Italië, Frankrijk, Spanje, Portugal, Marokko en Algerije, veelal in kleine geïsoleerde gebiedjes.
De soort lijkt erg op het westelijk marmerwitje, maar deze heeft in de voorrand van de achtervleugel een duidelijke knik.
De waardplanten komen uit de kruisbloemenfamilie, met name uit de geslachten Iberis en Biscutella.
De vliegtijd is van februari tot en met mei in één jaarlijkse generatie. De pop overwintert.

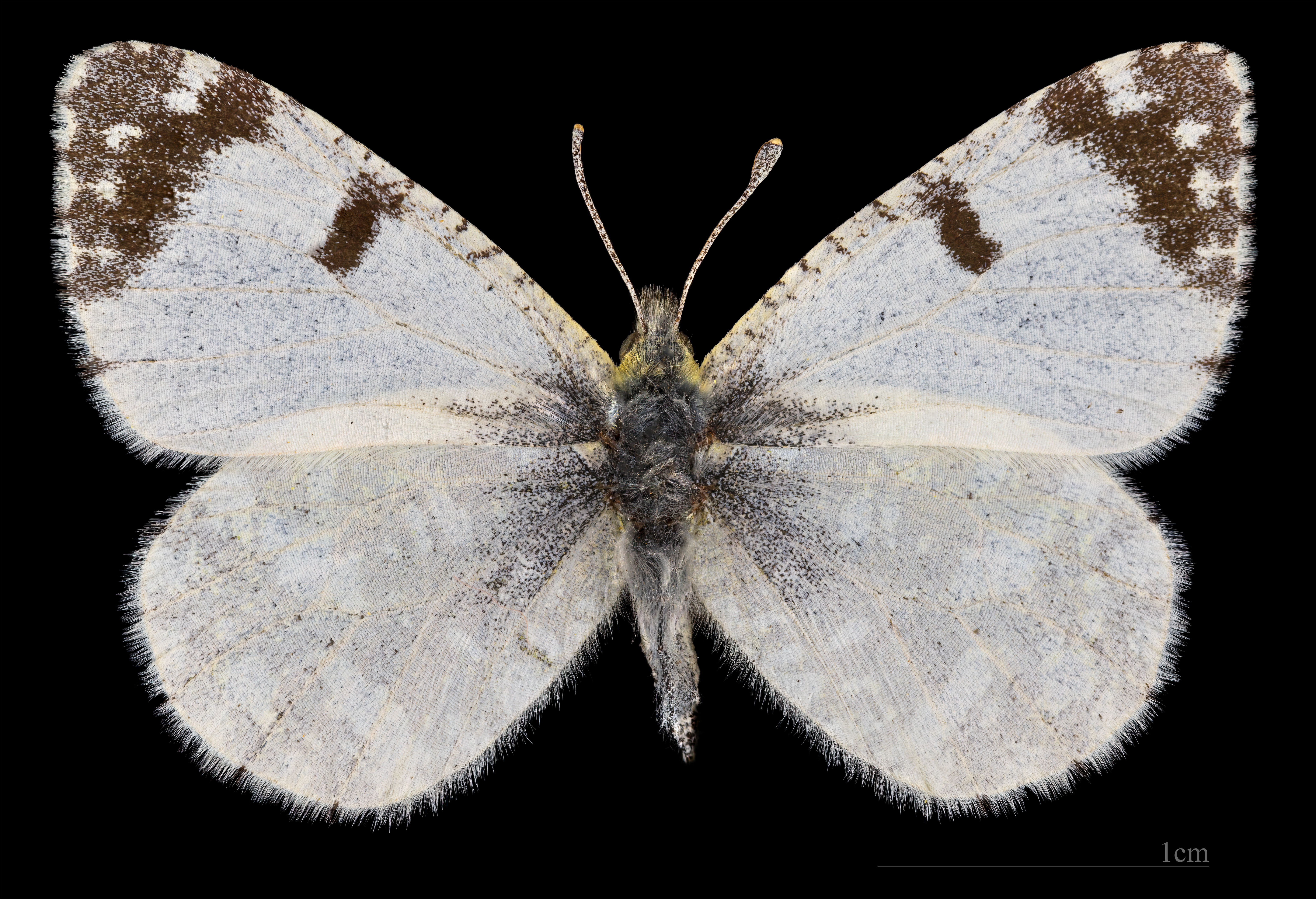
Euchloe tagis bellezina ♂
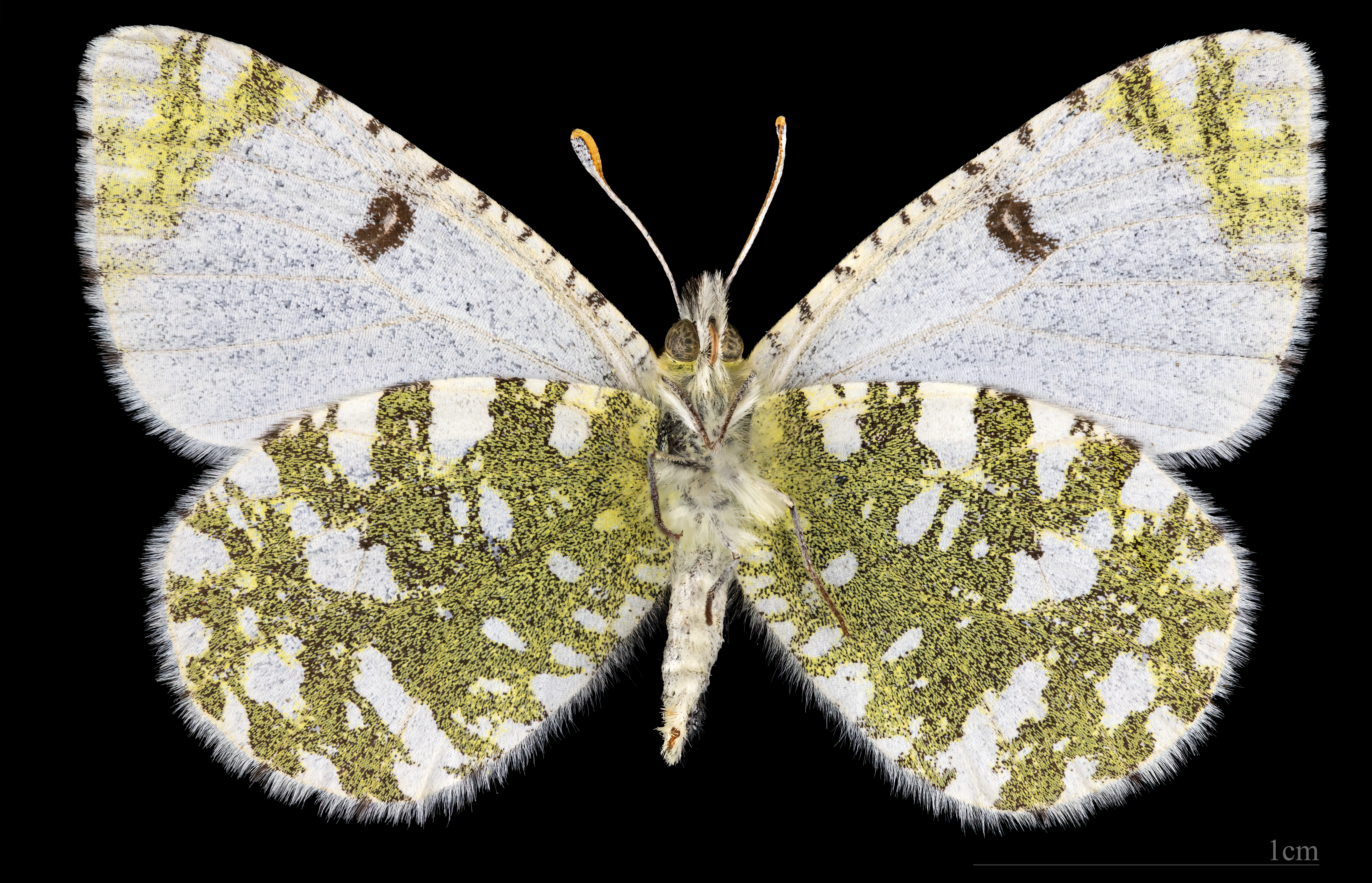
Euchloe tagis bellezina ♂  △
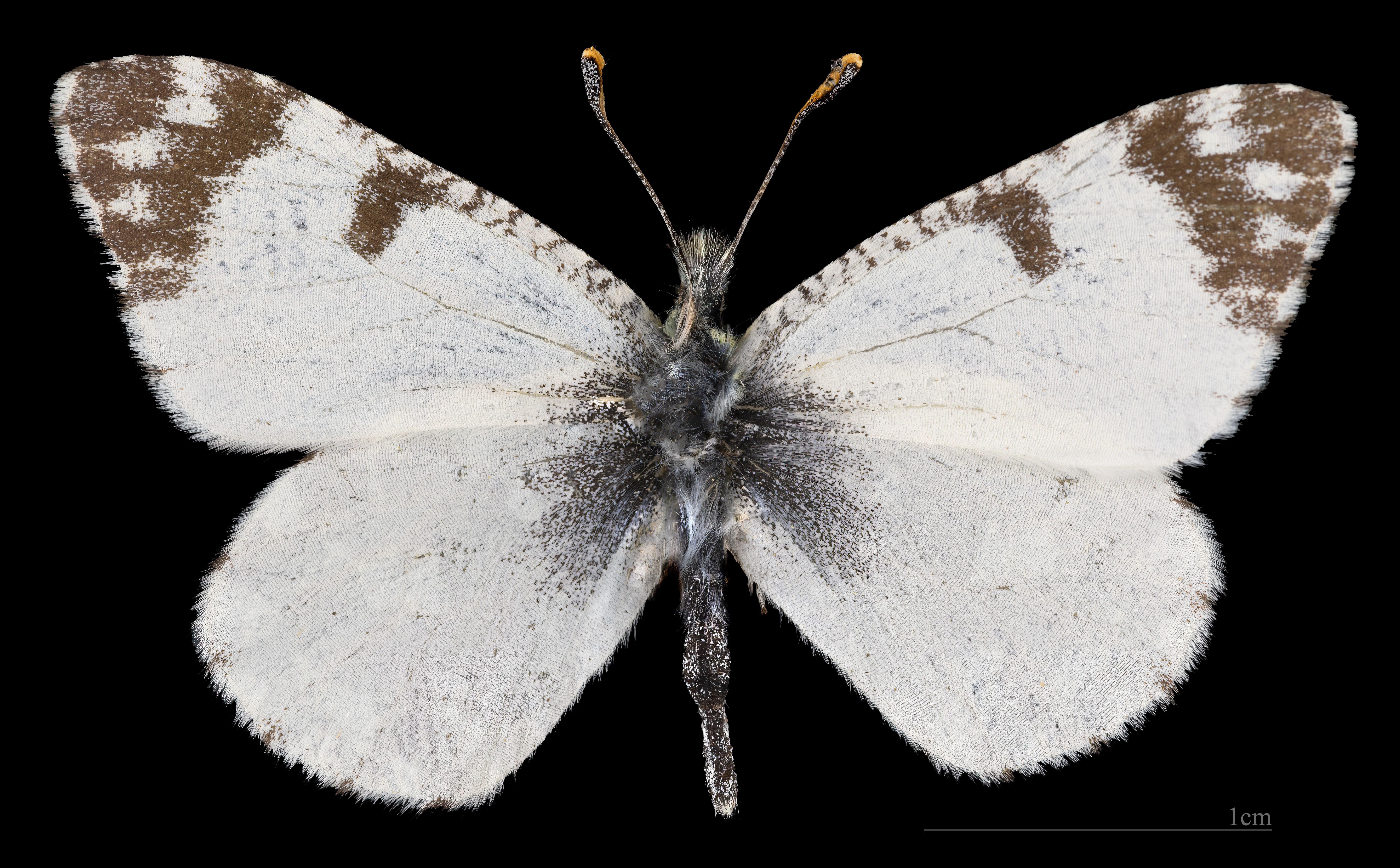
Euchloe tagis castillana ♂
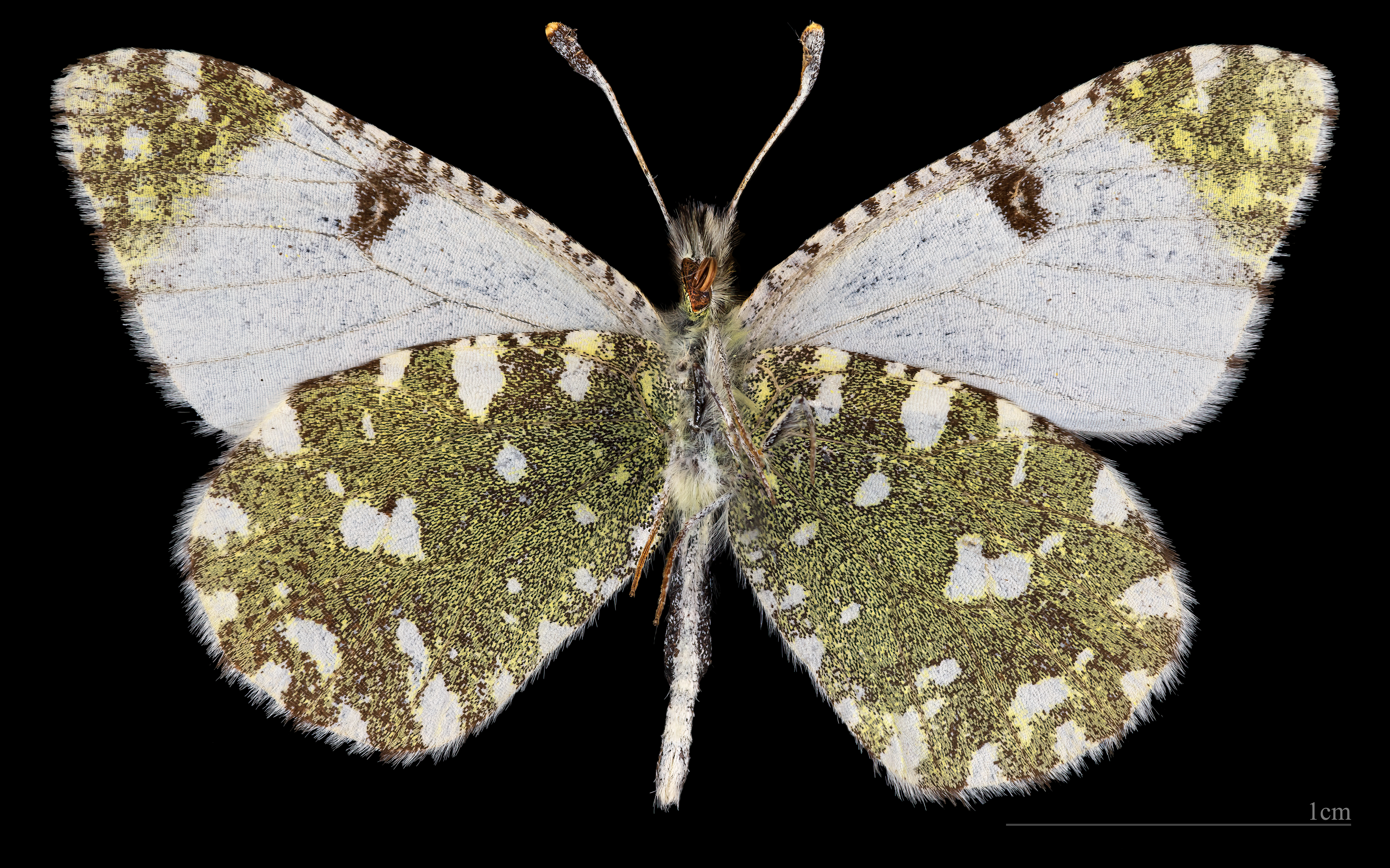
Euchloe tagis castillana ♂  △